# 조존성
조존성(趙存性, 1554년 음력 1월 22일 ~ 1628년 음력 6월 27일)은 조선의 문신이다. 본관은 양주(楊州). 자는 수초(守初), 호는 정곡(鼎谷)이며 인조의 계비인 장렬왕후의 할아버지이다.

## 생애
1554년(명종 9년), 아버지 조람(趙擥)과 어머니 경주 이씨(慶州李氏)의 아들로 태어났다. 아버지 조람은 조준수의 둘째 아들로 태어났으나, 성종의 외손자이자 한천위 조무강과 숙혜옹주 부부의 아들 조연손(趙連孫)에게 입적되었다. 조존성이 태어난지 8개월이 되었을 무렵, 아버지가 사망하여 어머니 이씨 부인이 홀로 키웠다.
이신충의 딸 이씨와 혼인하여 5남 3녀를 낳았으나 3남 1녀만이 장성하였다.
1590년(선조 23) 증광문과에 병과로 급제하였다. 인조반정 뒤에 형조·호조의 참판을 거쳐 강원도 관찰사에 이렀다. 시호는 소민(昭敏)이다.
1628년(인조 6년) 6월 27일, 성남(城南) 자택에서 별세하였다. 손녀가 인조의 계비인 장렬왕후가 되어 영의정에 추증되었다.

## 작품
<청구영언>에 시조 <호아곡(呼兒曲)> 4수가 전한다. 그 중 1수를 보면 다음과 같다.
아해야 구럭 망태 어두 서산에 날 늣거다.
밤 지낸 고사리 하마 아니 늘그리야.
이 몸이 이 푸새 아니면 조석 어이 지내리.

## 가족 관계[1]
| - 조부 : 조준수(趙俊秀) - 조모 : 이석조(李碩祚)의 딸 - 아버지 : 조람(趙擥, 1533 ~ 1554) - 외조부 : 이몽규(李夢奎, 1510 ~ 1563) - 외조모 : 김씨 - 어머니 : 경주 이씨(慶州 李氏, ? ~ 1605) - 누나 : 조애종(趙愛宗, 1552 ~ ?) | - 부인 : 이신충(李藎忠)의 딸 용인 이씨(龍仁 李氏, 1554 ~ 1617) - 장남 : 조종원(趙宗遠, 1574 ~ 1595) - 며느리 : 김호수(金虎秀)의 차녀 광산 김씨 김귀영(金貴迎, 1574 ~ ?) - 손녀 : 조후임(趙後妊, 1589 ~ ?) - 차남 : 한원부원군(漢原府院君) 조창원(趙昌遠, 1583 ~ 1646) - 며느리 : 완산부부인(完山府夫人) 전주 최씨(全州 崔氏, 1583 ~ 1663) - 최철견(崔鐵堅)의 딸 - 손녀 : 조수임(趙壽任, 1607 ~ ?) - 손자 : 조윤석(趙胤錫, 1615 ~ 1664) - 손녀 : 조종임(趙終任, 1623 ~ ?) - 손녀 : 장렬왕후(莊烈王后, 1624 ~ 1688) - 장녀 : 조순완(趙順婉, 1587 ~ ?) - 사위 : 함양 박씨 박철(朴徹, 1585 ~ 1656) - 외손녀 : 박경임(朴敬任, 1604 ~ ?) - 3남 : 조계원(趙啓遠, 1592 ~ 1670) - 며느리 : 평산 신씨(平山 申氏, 1592 ~ 1655) - 신흠(申欽)의 차녀 - 손자 : 조진석(趙晉錫, 1610 ~ 1654) - 손녀 : 조효강(趙孝姜, 1612 ~ ?) - 손자 : 조구석(趙龜錫, 1615 ~ 1665) - 손자 : 조희석(趙禧錫, 1622 ~ ?) - 손녀 : 조종강(趙終姜, 1625 ~ ?) - 손녀 : 조희강(趙喜姜, 1627 ~ ?) - 손자 : 조사석(趙師錫, 1632 ~ 1693) - 손자 : 조가석(趙嘉錫, 1634 ~ 1681) - 며느리(측실) : 미상 - 서손자 : 조후석(趙厚錫, 1657 ~ ?) - 서손자 : 조유석(趙裕錫, 1658 ~ ?) - 서손녀 : 조보강(趙保姜, 1663 ~ ?) |